# アヘテッ
아햏햏は、韓国のインターネットスラングの一つである。2002～2003年頃にDCインサイドを中心として急速に広まったという。아햏햏の発音に関しては、ㅎ終声をㄷ終声と見た[아해탣]（アヘテッ）(←[아핻핻])、ㅎ終声をㅇ終声で発音した[아행행]（アヘンヘン）、ㅎ終声の発音を省略した[아해해]（アヘヘ）、ㅎの初声の音価を終声でも無理に生かした/a.hɛh.hɛh/～/a.hɛx.hɛx/、[아해캑](←[아핵핵])、/a.hɛs.hɛs/などと一定しておらず、そもそもこの単語が発音を想定して作られたものではないので勝手に発音しても構わないという意見もあるが、大邱教育庁によると、韓国語のルールに従えば[아해탣]で発音するのが正しいとされる。また漢字表記は「亞行杏」である。笑い声「아하하하하」の入力ミスから来ているという。「気持ちいい」、「びっくりだ」、あるいは戸惑う気持ちなど、さまざまな意味を表し、またそのようないくつかの感情が一度に押し寄せてきた様子を表すという。
아햏햏から派生した言葉として、햏자（ヘッ者）がある。これはDCインサイドで活動するネチズンたちが自分たちを指す言葉として定着した言葉である。햏자は仏教の概念まで融合して、수햏（スヘッ、수행（修行）から）、득햏（トクヘッ）、また햏력（ヘッリョク、도력（道力）から）などという派生語も作った。